# Luís Antônio de Carvalho Ferraz
Luís Antônio de Carvalho Ferraz (São Luís, 21 de fevereiro de 1940 — Halifax, 11 de agosto de 1982) foi um engenheiro, hidrógrafo, oceanógrafo e militar pioneiro brasileiro da exploração da Antártica. 
Oficial hidrógrafo e Capitão-de-fragata, Ferraz chefiava o departamento de Geofísica da Diretoria de Hidrografia e Navegação quando foi incumbido em 1975 pela Marinha a visitar o continente antártico a bordo dos britânicos Bransfield e Endurance. Posteriormente, também visitou estaleiros no exterior para a aquisição do primeiro navio de apoio polar brasileira, o Navio de Apoio Oceanográfico Barão de Teffé, em 1982.
Com o sucesso das duas missões, a Marinha desenvolveu no mesmo ano o PROANTAR, Programa Antártico Brasileiro. Ferraz desempenhou importante papel ao persuadir o Brasil a desenvolver um programa antártico, participando da subcomissão encarregada de elaborar o PROANTAR sob responsabilidade da Secretaria da Comissão Interministerial para os Recursos do Mar (SECIRM).

## Biografia
Ferraz nasceu em 1940, no Maranhão. Era filho de Cícero da Silva Ferraz e Carmem Valente de Carvalho Ferraz. Ingressou na Escola Naval, no Rio de Janeiro, em 1958, e foi promovido a Guarda-Marinha em 1962. No ano seguinte, em 22 de dezembro, casou-se com Alice Rosa Nezi Ferraz com quem teve três filhos: Eliza, Marcos André (morto em 2022 devido a um câncer) e Antonio Fábio.
Especializou-se em oceanografia pela Naval Postgraduate School, em Monterey, na Califórnia. Esteve em missão oficial no Ártico, além de ter acompanhado várias missões estrangeiras à Antártica. Participou de vários simpósios, congressos e encontros internacionais, representando o Brasil em vários eventos internacionais relacionados a temas antárticos. Ferraz realizou as primeiras Operações Antárticas (OPERANTAR).

## Morte
Ferraz viajara para Halifax, no Canadá, para participar da V Assembleia Oceanográfica Conjunta e a reunião geral do Comitê Científico para Pesquisas Oceânicas (SCOR). Durante o evento, Ferraz passou mal, sofrendo de um infarto agudo do miocárdio e morreu em 11 de agosto de 1982, aos 42 anos, quatro meses antes da partida da primeira expedição brasileira à Antártica.

## Homenagem

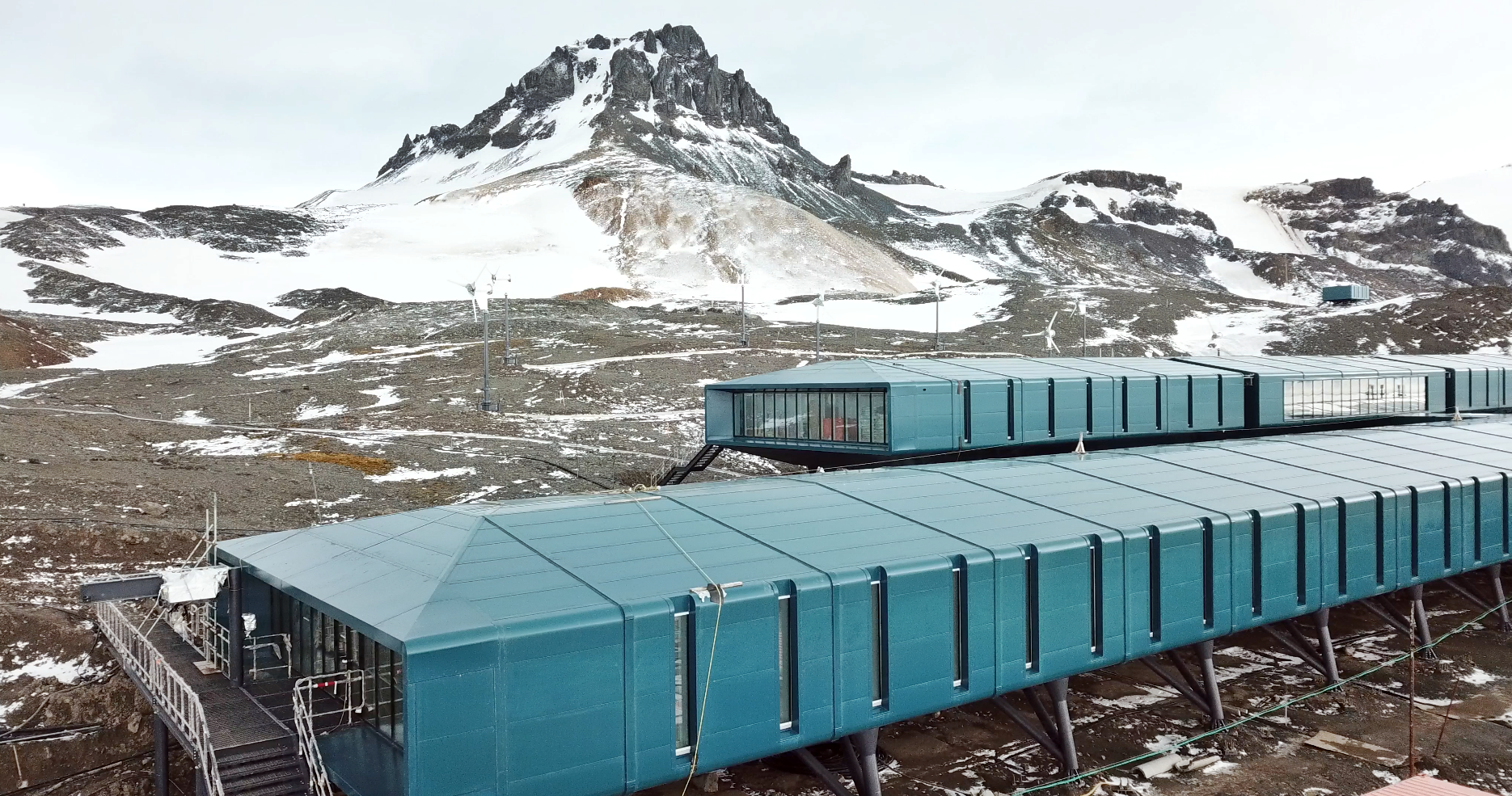
A Estação Antártica Comandante Ferraz, na Ilha do Rei George.

Em homenagem póstuma às suas qualidades cientificas e dedicação ao programa antártico, a base brasileira na Antártica foi batizada com seu nome: Estação Antártica Comandante Ferraz (EACF).